# Conservatorio de Palermo
El Conservatorio di Musica Alessandro Scarlatti (español: Conservatorio de Música Alessandro Scarlatti), más conocido en español como Conservatorio de Palermo, es un conservatorio de música de Palermo, Italia. Una de las escuelas de música más antiguas de Italia, la organización se estableció originalmente como un orfanato para niños conocido como Orfanotrofio del Buon Pastore («Orfanato del Buen Pastor») en 1618. La enseñanza de música comenzó en la escuela a finales del siglo XVII, y durante un período limitado, la música fue el énfasis principal de la escuela cuando se conocía como Conservatorio dei giovanetti dispersi (en español: «Conservatorio de jóvenes desaparecidos»). Se convirtió en una universidad de artes liberales, conocida como Collegio dei giovanetti dispersi («Colegio de jóvenes desaparecidos»), con énfasis en literatura y escritura durante la primera mitad del siglo XVIII. En 1747 se reanudó el énfasis en la música y poco después la escuela pasó a llamarse Collegio musicale del Buon Pastore («Colegio musical del Buen Pastor»). Funcionó bajo ese nombre hasta 1915, cuando el nombre de la escuela fue cambiado a Conservatorio di Musica Vincenzo Bellini. En 2018, el nombre de la escuela volvió a cambiar en honor al compositor Alessandro Scarlatti.

## Historia
El Conservatorio de Palermo fue fundado originalmente en 1618 como Orfanotrofio del Buon Pastore; un orfanato para niños ubicado dentro de la Chiesa di Maria Santissima Annunziata. La idea y los fondos para la escuela corrieron a cargo de Francisco Ruiz de Castro, virrey de Sicilia. A finales del siglo XVII, se introdujo la instrucción musical en el orfanato que siguió el modelo del Conservatorio de Nápoles, y poco después la escuela pasó a llamarse Conservatorio dei giovanetti dispersi (en español: «Conservatorio de jóvenes desaparecidos») cuando la administración de la escuela pasó a manos del Gobierno de Palermo.
En la primera mitad del siglo XVIII, el enfoque de la escuela se desplazó de la música a una educación más amplia en artes liberales, enfatizándose los estudios de literatura y escritura sobre los de música; y la escuela pasó a llamarse Collegio dei giovanetti dispersi («Colegio de jóvenes desaparecidos»). Sin embargo, en 1747 comenzó un cambio gradual hacia un énfasis musical, y poco después la escuela se dedicó por completo a la instrucción musical y pasó a llamarse Collegio musicale del Buon Pastore («Colegio musical del Buen Pastor»). El compositor Nicola Logroscino fue maestro de capilla en el conservatorio de 1758 a 1764. El compositor Gaetano Donizetti enseñó en la facultad durante su estancia en Palermo a mediados de la década de 1820. 
En 1833, el barón Pietro Pisani recaudó una gran suma de dinero para la escuela, lo que mejoró significativamente los recursos de la escuela y la calidad de su instrucción; incluida la construcción de un teatro en la propiedad del conservatorio y la compra de nueva música e instrumentos. En ese momento, el compositor Pietro Raimondi se convirtió en director de la institución, y el conservatorio experimentó un período de crecimiento significativo bajo su liderazgo que duró hasta 1852. La escuela tuvo problemas tras la partida de Raimondi, y en 1863 la administración del Gobierno de Italia se había hecho cargo del conservatorio para evitar que la escuela cerrara. La escuela volvió a prosperar después de que Pietro Platania fuera nombrado director del conservatorio por un comité dirigido por Giovanni Pacini en 1863. Le sucedió Gaetano Vanneschi.
El compositor y director Guglielmo Zuelli fue director del Conservatorio de Palermo desde 1895 hasta 1912. En 1915, el conservatorio pasó a llamarse Collegio musicale del Buon Pastore a Conservatorio di Musica Vincenzo Bellini en honor al compositor de ópera del mismo nombre. El compositor, pianista y director Rito Selvaggi fue director del conservatorio desde 1938 hasta 1943. La biblioteca del conservatorio fue destruida por los bombardeos durante la Segunda Guerra Mundial, y el bibliotecario de música y profesor de historia de la música de la escuela, Nino Pirrotta, obtuvo elogios por su trabajo de restauración de la biblioteca después de este incidente. En 2018, la escuela pasó a llamarse en honor al compositor Alessandro Scarlatti.